# أتوميك بلانيت إنترتيمنت
أتوميك بلانيت إنترتيمنت شركة بريطانية تأسست عام 2000 وهي متخصصة في تطوير ألعاب الفيديو ويقع مقرها في إنجلترا في بريطانيا.

## من إصدراتها
- مغامرات جاكي شان (2001).